# جامعة البلقاء التطبيقية
جامعة البلقاء التطبيقية هي جامعة أردنية حكومية يقع مركزها في مدينة السلط تبعد 47 كم عن العاصمة عمان. صدرت الإرادة الملكية بتأسيس جامعة البلقاء التطبيقية بتاريخ 22 أغسطس 1996 وبدأ التدريس بها في العام الجامعي 1997/1998.
تتوزع كليات جامعة البلقاء في عدة محافظات في الأردن، وحاليًا رئيس الجامعة هو أ.د. أحمد العجلوني. وتتخصص الجامعة في التخصصات العلمية. وتحوي الجامعة حوالي 35 ألف طالب. ولديها العديد من الكليات المنتشرة تقريبا في جميع محافظات المملكة وعددها 24 كلية (11 داخل الحرم الجامعي، و13 موزعة في محافظات المملكة).

## الكليات

### كلية الهندسة
تقع في الجامعة المركز في السلط وتأسست مع تأسيس الجامعة، تمنح الكلية درجة البكالوريوس في تخصصات:
- هندسة الحاسوب
- هندسة نظم حاسوب
- هندسة المواد
- هندسة مدنية
- هندسة الطاقة الكهربائية
- هندسة العمارة
- هندسة المساحة والجيوماتكس

### كلية الأمير عبد الله بن غازي لتكنولوجيا المعلومات
تقع في الجامعة المركز في السلط وتأسست في سنة 2004، تمنح الكلية درجة البكالوريوس في تخصصات:
- نظم المعلومات الحاسوبية
- علم الحاسوب
- هندسة البرمجيات
- الرسم الحاسوبي والرسوم المتحركة
- أمن المعلومات والفضاء الإلكتروني

### كلية الطب البشري
تم إنشاء كلية الطب البشري بقرار من مجلس التعليم العالي «وزارة التعليم العالي والبحث العلمي الأردنية» بتاريخ 4/12/2014 وتبع هذا القرار الموافقة على استحداث درجة البكالوريوس في الطب البشري بتاريخ 2/8/2015 حيث تمنح شهادة دكتور في الطب وتم قبول الفوج الأول في هذا التخصص في الفصل الأول للعام الجامعي 2015 - 2016.

### كلية الأعمال
تأسست الكلية عام 1997 في المقر الرئيسي لجامعة البلقاء التطبيقية. وتهدف الكلية لتدريس وتطوير المحتوى المتعلق بالاقتصاد والعلوم المالية المختلفة.

### كلية الزراعة التكنولوجية
كلية الزراعة التكنولوجية وهي كلية تابعة لجامعة البلقاء التطبيقية الواقعة بالمقر الرئيسي (السلط)، وهي تهتم بتطوير التخصصات المتعلقة بالزراعة والتكنولوجيا الخاصة بها. وتضم التخصصات التالية:
- إنتاج ووقاية النبات
- إدارة موارد المياه والبيئة
- التغذية والتصنيع الغذائي
- التقنيات الحيوية
- التقنيات الحيوية الزراعية

### كلية العلوم
بدأت كلية العلوم باسم كلية العلوم التطبيقية عام 1997 تزامنا مع إنشاء الجامعة، وفي عام 2004 تم تغيير اسم الكلية إلى كلية الأمير عبد الله بن غازي للعلوم وتكنولوجيا المعلومات. وفي عام 2011 تم فصل الكلية إلى كليتين هما كلية العلوم وكلية الأمير عبد الله بن غازي لتكنولوجيا المعلومات.

### كلية السلط للعلوم الإنسانية
تم تأسيس كلية السلط للعلوم الإنسانية في السلط عام 1975 كمعهد للمعلمين، وفي عام 1980 تم تحويلها إلى كلية مجتمع متوسطة. وفي عام 1997 تم ضمها لكادر جامعة البلقاء التطبيقية وإدخالها داخل الحرم الجامعي التابع للمركز.

### كلية السلط التقنية
تأسست كلية السلط التقنية في عام 2018. وتقع كلية السلط التقنية ضمن مركز جامعة البلقاء التطبيقية في مدينة السلط، وتقدم برامج تعليم تقني بمستويي الدبلوم الفني والدبلوم المتوسط.

### كلية الدراسات العليا
أنشئت كلية الدراسات العليا والبحث العلمي بقرار من مجلس أمناء الجامعة بتاريخ 7 يوليو 1999 لكي تتولى شؤون البحث العلمي والدراسات العليا في جامعة البلقاء التطبيقية.

### كلية الذكاء الاصطناعي
أنشئت كلية الذكاء الاصطناعي في عام 2019. بتخصصاتها المختلفة: الذكاء الاصطناعي، الروبوتات، علم البيانات، الواقع الافتراضي، أمن المعلومات والفضاء الإلكتروني، التحقيقات الجنائية الرقمية.

### كلية الحقوق
أنشئت كلية الحقوق عام 2019 امتدادا لاستحداث قسم الحقوق عام 2013. وتحتوي الكلية على قسمي القانون العام والخاص.

## التخصصات

### البكالوريوس
| - إدارة الأعمال - الاقتصاد - التسويق - العلوم المالية والمصرفية - المحاسبة - تخطيط وإدارة المشاريع - نظم المعلومات الإدارية - نظم المعلومات المحاسبية - الرسم الحاسوبي والرسوم المتحركة - أمن المعلومات والفضاء الإلكتروني | - علم الحاسوب - نظم المعلومات الحاسوبية - هندسة البرمجيات - إنتاج ووقاية النبات - إدارة موارد المياه والبيئة - التغذية والتصنيع الغذائي - التقنيات الحيوية - التقنيات الحيوية الزراعية - دكتور في الطب - التحاليل الطبية | - الرياضيات - الفيزياء - الكيمياء - هندسة الحاسوب - هندسة الطاقة الكهربائية - هندسة العمارة - هندسة المساحة والجيوماتكس - هندسة المواد - هندسة مدنية - هندسه مياة وبيئة - هندسة ميكانيك - هندسة الكيميائية - هندسة اتصالات - هندسة القوى الكهربائية - هندسة نظم الحاسوب |

### الماجستير
| - إدارة الأعمال - إدارة المشاريع - إدارة الموارد البشرية - التخطيط الإقليمي - المحاسبة - علم الحاسوب - إدارة موارد المياه والبيئة | - التقنيات الحيوية - التحاليل الطبية - الرياضيات - الفيزياء التطبيقية - الفيزياء النووية - الكيمياء التطبيقية - علم المواد |

## كليات جامعية تابعة لجامعة البلقاء التطبيقية
وهي ثلاث عشرة كلية تابعة لجامعة البلقاء التطبيقية، وتخضع لنفس القوانين والشعار وكل ما له علاقة بالمركز الرئيسي، لكن وجودها هو خارج الحرم الجامعي الخاص بالمركز الرئيسي في السلط.
| الكلية                                      | التأسيس   | الموقع                                                           | الموقع الإلكتروني                           | المصدر |
| ------------------------------------------- | --------- | ---------------------------------------------------------------- | ------------------------------------------- | ------ |
| أكاديمية الأمير حسين للحماية المدنية        | 2009      | الموقر - عمان                                                    | أكاديمية الأمير حسين للحماية المدنية        | [ 11 ] |
| كلية العقبة الجامعية                        | 2001      | العقبة                                                           | كلية العقبة الجامعية                        | [ 12 ] |
| كلية معان الجامعية                          | 1989      | معان                                                             | كلية معان الجامعية                          | [ 13 ] |
| كلية الحصن الجامعية                         | 1981      | الحصن - إربد                                                     | كلية الحصن الجامعية                         | [ 14 ] |
| كلية الكرك الجامعية                         | 1979      | الكرك                                                            | كلية الكرك الجامعية                         | [ 15 ] |
| كلية إربد الجامعية                          | 1978      | إربد                                                             | كلية إربد الجامعية                          | [ 16 ] |
| كلية الزرقاء الجامعية                       | 1978      | الزرقاء                                                          | كلية الزرقاء الجامعية                       | [ 17 ] |
| كلية الشوبك الجامعية                        | 1975      | الشوبك - معان                                                    | كلية الشوبك الجامعية                        | [ 18 ] |
| كلية الهندسة التكنولوجية (البوليتكنك)       | 1975      | ماركا - عمان                                                     | كلية الهندسة التكنولوجية                    | [ 19 ] |
| كلية الأميرة عالية الجامعية (للإناث)        | 1972      | عمان                                                             | كلية الأميرة عالية الجامعية                 | [ 20 ] |
| كلية الأميرة رحمة الجامعية                  | 1965      | علان - السلط                                                     | كلية الأميرة رحمة الجامعية                  | [ 21 ] |
| كلية عجلون الجامعية                         | 1964      | عجلون                                                            | كلية عجلون الجامعية                         | [ 22 ] |
| كلية عمان الجامعية للعلوم المالية والإدارية | 1951 2017 | جبل الحسين - عمان (المقر القديم) شفا بدران - عمان (المقر الجديد) | كلية عمان الجامعية للعلوم المالية والإدارية | [ 23 ] |